# Robocraft
Robocraft era un videojuego en línea de tercera persona de disparos (Shooter) desde vehículos, que tiene lugar en las áreas de ficción de diferentes planetas. En él, los jugadores construyen máquinas que se utilizan para luchar contra otros jugadores en sus propias máquinas. Actualmente, esta en una fase beta-abierta y siendo desarrollado y publicado por el desarrollador de videojuegos Indie Freejam Games, fundado en el Reino Unido. El juego cuenta con garajes en los que los jugadores pueden construir vehículos, conocidos como Robots, con un sistema de construcción basado en bloques. Los Robots pueden ser equipados con una variedad de piezas de movimiento, incluyendo ruedas, orugas de tanques, alas, motores a reacción, y piernas mecánicas, además de muchos tipos de armas diferentes para utilizar en el combate. La fase alfa inicial fue lanzada en marzo de 2013, siendo esta en la modalidad single-player y en modo de prueba. En abril de 2013, Freejam Games lanzó una actualización, que incluía un nuevo modo multijugador de combate, que ahora es el contenido núcleo del juego. Actualizaciones de contenido y correcciones de errores para el juego son liberadas un par de veces cada mes. El 14 de abril de 2014, la compañía reveló que Robocraft había ganado más de 300.000 jugadores en un par de meses; el juego sigue atrayendo a muchos jugadores de todo el mundo, inclusive a jugadores de habla no-inglesa. Tiene su propio cliente, y también está disponible en Steam.

## Jugabilidad
Robocraft es un juego de "Construye, conduce, pelea", en el que jugadores entran en batallas en línea con el objetivo de ganar "Robits"(robo-bits o sea pedazos de robot) y experiencia, que luego les posibilitará mejorar sus vehículos robóticos. Con cada nivel alcanzado, el jugador accede a objetos más raros en cajas, componentes de movilidad y armas. El jugador es libre de personalizar su vehículo o robot de cualquier forma que lo desee, mientras que no sobrepase el límite de CPU que impone el juego. El Límite de CPU se incrementa a medida que el jugador sube de nivel y lo restringe de agregar demasiada complejidad a sus vehículos.

### Cajas (removidas)
Las cajas es la recompensa que te dan después de ganar o perder un juego. Si tu robot tiene más CPU puedes obtener cajas con objetos más raros. Dependiendo en que modalidad juegues, las cajas contendrán más objetos.

## Combate
El juego utiliza un modelo de daño basado en partes, esto significa que para conseguir una destrucción, tienes que hacerle el mayor daño posible para destruir sus armas y poder destruir el resto de su robot antes de que él te lo haga a ti. Esto permite una mayor creatividad a la hora de diseñar las partes de distribución y dirección de daño. Robocraft tiene cinco modos de juego hasta el presente: Team Deathmatch, Battle Arena, League arena, Elimination mode, The Pit, Single-Player, Test y Tutorial. Los jugadores pueden conseguir Robits a través de todos ellos exceptuando Test y en el tutorial.

### Team Deathmatch
En este modo de juego el objetivo es destruir la mayor cantidad de los robots del equipo contrario antes de que se acabe el tiempo o se cumpla la cantidad de destruir robots.

### Elimination mode
En este modo de juego el objetivo de tu equipo y tu es destruir todos los robots del equipo contrario o capturar la base del otro equipo.

### Battle Arena
En este modo de juego el objetivo de tu equipo y tu es proteger tu base y destruir la base enemiga también deberás destruir Torres, las cuales le darán habilidades a tu base, como que una barrera con forma de semiesfera proteja tu base de ataques lejanos de los enemigos, entre muchas habilidades más. Para destruir la base enemiga deberás ir con tu equipo y destruir el núcleo el cual en las dos bases se encuentra en el centro. Pero debes tener cuidado ya que si alguien enemigo reaparece allí debes destruirle enseguida o si no el te destruirá a ti.

### League Arena (removido)
En este modo de juego es igual que Battle Arena, solo cambia que puedes subir o bajar de rango (El orden de los rangos del menor al mayor: Bronce, Plata, Oro y Protonium)

### The Pit
El objetivo es destruir el mayor número de robots posibles antes de que acabe el tiempo, si te destruyen tienes que esperar cierto tiempo para regenerarte.

### Single-Player
En este modo de juego luchas contra robots generados por la máquina para probar el robot y sus armas.

## Test (Prueba)
Modo de juego para probar tu robot sin enemigos (Carga de pantalla más rápida) para probar habilidades.

## Premios
Robocraft ha sido otorgado el premio al mejor juego independiente de 2014.